# Holden WB
De Holden WB was een van de opvolgers van Holden HZ-serie. De hoofdserie was toen de VB-serie met de Holden Commodore. De VB-serie was echter kleiner dan de voorgaande HZ-serie en dus splitste het Australische merk de bedrijfsvoertuigen en de grote Statesman-sedans af in de WB-serie.

## Geschiedenis
De WB-serie werd in 1980 gelanceerd, twee jaar na de VB Commodore. Holden wilde oorspronkelijk de HZ herzien en de lijn gewoon verder zetten met de WB. Moederconcern General Motors vond dat echter veel te duur voor de kleine Australische markt en wilde dat alle energie in de Opel-gebaseerde Commodore werd gestoken. Het VB-platform was te klein voor de Utes, Panel Vans en de Statesmans die toch een belangrijke markt voorstelden. Deze modellen werden dus ondergebracht in de WB-serie. De WB nam niet veel over van de HZ. De populaire 5 liter V8 werd wel overgenomen. In 1983 werd de Statesman herzien tot de Series II. Tegen 1985 begon de WB zichtbaar te verouderen en werd de serie uitgefaseerd. Holden had hierop geen modellen met grote wielbasis meer en verdween uit de luxemarkt. In 1990 kwam het merk hier weer terug met een verlengde Commodore met de modelnamen Statesman en Caprice.

## Modellen
- Apr 1980: (WB 8WM80) Holden Ute
- Apr 1980: (WB 8WN80) Holden Kingswood Ute
- Apr 1980: (WB 8WM60) Holden One Tonner
- Apr 1980: (WB 8WM70) Holden Panel Van
- Apr 1980: (WB 8WN70) Holden Kingswood Panel Van
- Jun 1980: (WB 8WS19) Holden Statesman DeVille
- Jun 1980: (WB 8WT19) Holden Statesman Caprice
- Aug 1983: (WB 8WS19) Holden Statesman DeVille Series II
- Aug 1983: (WB 8WT19) Holden Statesman Caprice Series II